# Patronal
Una patronal és aquella organització que agrupa els empresaris d'un país o territori. En els estats on està regulada la negociació col·lectiva les organitzacions patronals són la contrapart de les organitzacions sindicals en la negociació.